# 千葉市立越智小学校
千葉市立越智小学校（ちばしりつおちしょうがっこう）は、千葉市緑区越智町にある公立小学校。

## 沿革

### 経緯
千葉市立越智小学校は、1982年に千葉市立大木戸小学校の校区を分離して創立された。なお、1875年から1884年まで、当時の越智村を学区とする同名の小学校が存在していた。

### 年表
- 1875年 - 山辺郡越智村・大木戸村等を学区とする越智小学校が常円寺で開校する
- 1877年 - 土気小学校の分校になる。
- 1878年 - 再び独立する。
- 1884年 - 大椎小学校が日新小学校と改称。越智村が同校の学区となる。
- 1982年 - 千葉市立大木戸小学校より分離独立、千葉市立越智小学校として開校
- 1983年2月26日 - 校歌・校章発表
- 1987年
  - 10月25日 - なのはな体操実践活動優良校として県知事表彰
  - 11月13日 - ソニー教育賞優良校受賞。
- 1988年 - 千葉市教育委員会より体育の研究指定校を受ける。
- 1989年11月29日 - 体育公開研究会
- 1995年 - 千葉市教育委員会より小中関連教育の研究指定校を受ける。
- 1998年 - 千葉市教育委員会より地域ぐるみ教育の研究推進校を受ける。
- 2001年 
  - 千葉市環境局より千葉市環境学習モデル校の指定を受ける。
  - 3月1日 -  第10回全国小中学校環境教育賞・努力賞受賞
  - 12月1日 - 越智小ビオトープ完成
- 2002年
  - 越智小みどりの少年団結成
  - 千葉県NIE実践校を受ける。
- 2004年 - 千葉市教育功労賞・団体の部受賞
- 2005年 - 全国ビオトープコンクール奨励賞受賞
- 2007年 - 全国ビオトープコンクール銀賞受賞
- 2014年 - ボランティア教育推進協力校
- 2015年 - ボランティア教育推進協力校

## 教育方針

### 学校教育目標
自ら考え自ら学ぶそして実践する子どもの育成

## 学校行事
| - 4月 始業式 ・ 入学式 - 5月 春の遠足 - 6月 農山村留学 | - 7月 夏季休業 - 8月 - 9月 | - 10月前期終業式 ・ 後期始業式 - 11月 - 12月 冬季休業 | - 1月 冬季休業 - 2月 - 3月 卒業式 ・ 修了式 |

## 通学区域
- 千葉市緑区
  - 越智町[1]

## 進学先中学校
- 千葉市立越智中学校[1]

## 交通
- JR東日本外房線誉田駅より徒歩36分